# Linjeflyg Flight 277
Linjeflyg Flight 277 var en flygning genomförd med en Convair 340 Metropolitan (SE-CCK) som havererade under inflygning i dåligt väder på Ängelholms flygplats den 20 november 1964. Vid olyckan omkom 31 av de 43 personer som fanns ombord på flygplanet. Bland de omkomna fanns riksdagspolitikerna Tore Bengtsson, Eva Karlsson och Gunnar Weibull samt industrimännen Carl Magnus Berger och Gösta Blum. Besättningen bestod av flygkapten Bertil Håkansson, flygstyrman Jan Skagestad, flygvärdinnan Christina Hallgren och flygvärdinneeleven Louise Hoffsten. Det är hittills den flygolycka som krävt flest dödsoffer i Sverige.

## Flygningen
Planet startade från Bromma flygplats klockan 19:46 och hade linjenummer LF267V, tillägget "V" som i "Victor" visade att en ändring gjorts mot ordinarie program. Före flygplanets start från Bromma flygplats hälsades passagerarna välkomna ombord av Louise Hoffsten, som genom felsägning uppgav flygtiden till Halmstad till 1 timme och 40 minuter, enligt beräkningarna utgjorde den 1 timme och 14 minuter. Den andra flygvärdinnan, Christina Hallgren, har uppgivit att Håkansson verkade mycket irriterad av felsägningen.
På grund av dimma i Halmstad fick besättningen i höjd med Jönköping en rekommendation av meteorologen på F 10 Ängelholm att istället gå till F 10. Enligt uppgift från flera överlevande passagerare meddelades detta beslut via flygplanets högtalare. Vädret i Ängelholm var regnigt och marksikten varierade mellan 1,5 och 2 kilometer. Molnbasen låg på bara 60 meter. Christina Hallgren har berättat att hon strax innan flygplanet passerade över Halmstad en kort stund uppehöll sig i förarutrymmet. Hon har uppgivit att Skagestad då verkade som vanligt - lugn och glad - medan Håkansson verkade forcerad, lite irriterad och på något sätt splittrad..
Besättningen bestämde sig för att gå direkt till Ängelholm och den militära flygplatsen F 10 i Barkåkra. De valde en kombinerad instrument- och visuell inflygning då flygplatsen saknade PAR (Precision Approach Radar), det vill säga instrumentlandningssystem. Flygledaren på F 10 var Bengt Ingemar Alverstrand. I tornet fanns dessutom meteorologen Ingemar Sollerhed. I höjd med Halmstad fick besättningen besked om en tillfällig siktförbättring på F 10 och bestämde då att göra en direktinflygning till bana 14. 
Eftersom det var dåligt väder tände flygledaren det militära ledljuset och meddelade piloterna att ledljuset var placerat i förlängningen av bana 14:s centrumlinje, vilket inte stämde. Ett plan som passerade inre flygfyren och satte kurs mot ledljuset skulle hamna långt till höger om banan. Det fanns två radiofyrar vid bana 14; ytterfyren LJ ("Ludvig Johan") och innerfyren J ("Johan"). "LJ" var militär medan "J" var civil. Båda radiofyrarna var placerade längre från bankanten än vad som var normalt vid andra flygplatser. Ledljuset, eller "cyklopögat" var placerat 2 250 meter från, och ca 110 meter till höger om mittlinjen på bana 14. Ljuset var enbart avsett som en vägledning för flygvapnets piloter, inte för den civila trafiken.

## Katastrofen
SE-CCK kom ur kurs samtidigt som det flög för lågt på inflygningen till bana 14. Piloterna gav full gas till motorerna för att lyfta, men drygt två kilometer före bana 14 träffade höger landställ och vingspets en nyplöjd åker. Sidlutningsvinkeln var sannolikt 17 grader och spåren i marken hade en riktning av ungefär 195 grader. Platsen är belägen ungefär 210 meter till höger om den tänkta förlängningen av bana 14:s centrumlinje, sett i inflygningsriktningen. Enligt ett vittne flög flygplanet omedelbart före nedslaget på mycket låg höjd, bedömt omkring 25 meter över marken, och vittnet berättar att han uppfattade att planet låg i sväng. Han och flera andra personer uppfattade vidare att motorljudet i samband härmed ökade mycket kraftigt.
Planet flög ytterligare ett litet stycke men träffade kontaktledningen längs järnvägen vid Vejbyslätts station. Ett kraftigt ljussken uppstod och planet slog i marken, kanade på buken ett par hundra meter och välte därefter över på rygg. Jord och stenar sprutade in i flygkroppen och passagerarna blev hängande upp och ner i sina säkerhetsbälten. De flesta av dem bröt nacken direkt och slets i stycken då avståndet mellan taket och golvet var två decimeter i den hoptryckta kabinen. Fem passagerare slungades ut ur planet och dog omedelbart. Planet stannade ett 40-tal meter från ett bostadshus där far och son Ström bodde. 
Det uppstod en smärre brand i bränsletankarna men själva flygkroppen skonades då vingarna slitits av i kollisionen. 31 av de 43 ombord omkom, däribland de båda piloterna. Av de tolv överlevande klarade sig tre praktiskt taget utan kroppsliga skador, och en av dessa var flygvärdinneeleven Louise Hoffsten. Hon kunde själv ta sig ur vraket och ta sig till det närliggande huset. Den andra flygvärdinnan, Christina Hallgren, kunde lugna passagerarna genom att prata med dem. Hon hyllades efteråt som hjältinna i tidningarna.
Två av passagerarna som överlevde olyckan, makarna Westborg, hade en katt med sig som transporterades i en bur. Den kunde själv ta sig ut ur vraket och togs om hand av en lantbrukare Olsson. Så småningom kunde katten återbördas till sitt hem. Ombord fanns endast ett barn. Flickan, som var 10 år, överlevde men förlorade sin far som satt bredvid. Själv ådrog hon sig inga allvarliga men efter olyckan, annat än traumatiska mardrömmar. Hon var en av de första som räddades av far och son i det närliggande huset, där hon placerades i flygvärdinneeleven Louise Hoffstens knä i väntan på ambulansen. Fem år senare flög hon igen till England på en språkresa.

### Den sista radiotrafiken
Här följer ett utdrag från avskriften av den sista radiotrafiken mellan flygledare Alverstrand och piloterna i SE-CCK : 
- Flygplanet – Ja vi kommer väl snabbaste vägen till dig i alla fall. Ljusen tända bana 14 – eller?
- Tornet – Ja dom är klara och jag har redan tänt ett extra ljus, som… som står några hundra meter närmare banändan än innerfyren Johan gör, som… som du lär kunna få se där.
- Flygplanet – Ja det var uppskattat. Vi passerar över Halmstad 05 och vi är nu på 2 000 fot mot Lima Johan.
- Tornet – Ja.
- Flygplanet – De var Lima Johan.
- Tornet – Det var utåt, va?
- Flygplanet – Nej, det var på väg in.
- Tornet – Ja, då tänder jag helt här.
- Flygplanet. – Ja.
- Tornet – Jag har pejlen här också och det där lyset alltså det är ett högintensivt ensamt ljus, som är exakt i banans förlängning och det är ungefär två och en halv kilometer före banändan.
- Flygplanet – Två och en halv, ja.
- Tornet – Sikten är två kilometer.
- Flygplanet – Ja.
- Tornet – Vill du räkna till tre får vi se.
- Flygplanet – Ja, ett, två, tre.
- Tornet. – Du ligger något till vänster.
- Flygplanet – Ja, nu ser vi den ene lampan, ja.
- Tornet – Ja den ligger exakt i förlängningen. En li... en liten vänsterkorrektion bara så ser du banan rakt fram.

Omedelbart därpå, kl. 21:13:59, trycktes någon av flygplanets mikrofontangenter in, sannolikt i det ögonblick då flygplanet träffade marken. Här förlorar tornet kontakten med SE-CCK. 
- Tornet – Åh, hör Du mig? Åh, räddningsbilen... utryckning mot Barkåkra kyrka. Haveri!

Klockan 21:13:59 har SE-CCK förolyckats.
I radiotrafiken säger flygledaren till besättningen att han tänder ett högintensivt ensamt ljus, som är exakt i banans förlängning. Något senare upprepar han att ledljuset ligger exakt i förlängningen. Denna uppgift var fel, ledljuset var placerat 110 meter till höger om bana 14. Piloterna har troligen följt kursangivelsen. Radiokommunikationen mellan SE-CCK och markstationerna var enligt talregistreringsanordningarna genomgående av god kvalitet. Flygplanets radiotrafik synes huvudsakligen ha hanterats av Skagestad.

## Haverikommissionen
En haverikommission tillsattes med teknisk expertis från Luftfartsverket och Linjeflyg. Kommissionen kom fram till följande sannolika orsak till haveriet:
| ” | Orsaken till haveriet har med all sannolikhet varit att besättningen vid inflygning under instrumentväderförhållande övergivit fastställt inflygningsförfarande och för tidigt ansatt landning. Anledningen härtill måste ha varit att besättningen låtit sig missledas av en till flygplatsen hörande ljusanordning, med vilken besättningen, frånsett viss under inflygningen erhållen information, troligen var obekant. | „ |
| – Rapport över undersökning av haveri den 20 november 1964 vid Ängelholm med flygplan SE-CCK angiven av särskild undersökningskommission, sid 71. | |   |

Orsakerna till olyckan klarades aldrig upp helt och hållet, den orsakades troligen av en olycklig samverkan mellan olika faktorer. SE-CCK gjorde en normal direktinflygning mot bana 14, dock något till vänster om banans inflygningslinje p.g.a. sidvind från höger. Plötsligt uppstod en oförutsedd stark medvind som gjorde att den beräknade flygtiden mellan den yttre och inre radiofyren förkortades med 20 sekunder (drygt en kilometer). I det läget förväntade sig piloterna att se inflygningsljusen tidigare, i stället såg de troligen ledljuset och korrigerade kursen mot detta. I samband med korrigeringens högersväng träffade höger landställ och vinge marken och katastrofen var ett faktum. Rekonstruktionsflygningar i motsvarande dåliga väderläge visade att ledljuset lätt kunde förväxlas med landningsbanans inflygningsljus, då både flygfältets ljusstrålning och ledljusets nio strålkastare hade förvillande lika helhetskaraktärer vid dåligt sikt.
Därmed blir frågan om vilken ljusstyrka som var tänd på banan viktig. Om inte den högintensiva belysningen varit tänd är det till visshet gränsande sannolikhet militärens ledljus som var främsta orsaken till Linjeflygs haveri i Ängelholm . Kommissionen fick aldrig klarhet i om flygplatsens högintensiva banljus varit tända eller inte. Flygledaren hävdade bestämt att han tänt de högintensiva ljusen men flera vittnesmål tyder på att så inte var fallet. Dessa vittnen avfärdades dock av haverikommissionen, bland annat ett par i en bil som brukade åka och titta på inflygningsljusens skådespel och det landande kvällsplanet från Stockholm. Strax före haveriet såg paret ingen belysning, däremot ljusskenet från haveriet. Kommissionen kom fram till att trafikledaren inte överträdde sina befogenheter då han tände ledljuset.

## Efter olyckan
Flygvärdinnan Christina Hallgren återgick till arbetet efter en månad men drabbades efter ett år av posttraumatisk stress och övergick till marktjänst. Flygvärdinneeleven Louise Hoffsten flög aldrig mer för Linjeflyg. Hon sade upp sig och började som flygvärdinna på SAS istället. Svensk pilotförening, SPF, var oerhört kritisk till haveriutredningen. De ansåg att flygledaren och hans militära kollegor på F 10 saknade kompetens att leda civil luftfart. 
Händelsen ledde till att myndigheterna bestämde att civil luftfart ska flyga enligt internationella regler på flygplatser anpassade till civil trafik. Efter haveriet släcktes ledljuset på Linjeflygs begäran för gott. I Barkåkra kyrka finns en minnestavla med namnen på samtliga omkomna. På nedslagsplatsen finns en minnessten med datum för olyckan ingraverat.
På 50-årsdagen efter haveriet, den 20 november 2014 klockan 18, hölls en minnesstund i Barkåkra kyrka. Flygvärdinnan Christina Hallgren, passageraren Eva Rosendahl, trafikassistenten 1964 Lasse Lindström samt VD:n för Ängelholm-Helsingborg Airport Christian Ziese närvarade. Samma kväll sändes ett minnesprogram i SVT2 med anledning av 50-årsminnet av olyckan. I programmet medverkade bland andra tre överlevande från olyckan, däribland flygvärdinnan Christina Hallgren.